# Enrico Fermi
Enrico Fermi, född 29 september 1901 i Rom, död 28 november 1954 i Chicago, USA, var en italiensk fysiker som 1938 belönades med Nobelpriset i fysik. Han är bland annat känd för att ha varit central inom utvecklingen av kärnkraften och atombomben. Han blev amerikansk medborgare i juli 1944.

## Biografi
Fermi föddes som yngsta son till järnvägstjänstemannen Alberto Fermi och läraren Ida de Gattis.
Mellan 1919 och 1923 studerade han den allmänna relativitetsteorin, kvantmekanik och atomfysik vid Scuola Normale Superiore i Pisa. Han erhöll doktorsgrad 1922 med en avhandling om röntgenstrålning och studerade kvantmekanik hos  professor Max Born vid Göttingens universitet och Paul Ehrenfest vid universitetet i Leiden innan han återvände till Italien 1924, där han blev professor i fysik i Florens.
Fermi fick en professur inom teoretisk fysik vid La Sapienza i Rom 1927 och hade omkring sig en speciellt utvald grupp forskare, Ragazzi di via Panisperna, som ägnade sig åt såväl teoretiska som experimentella studier, för vilka Fermi senare erhöll Nobelpriset i fysik 1938. I motiveringen anges att han tilldelats priset för sitt ”bevisande att nya grundämnen som är radioaktiva åstadkoms genom bestrålning med neutroner och för sin upptäckt av kärnreaktioner åstadkomna med långsamma neutroner”. Han fick senare grundämnet fermium uppkallat efter sig. 
År 1928 gifte Fermi sig med Laura Capon, som var av judisk börd och studerade kemi, och de fick en son och en dotter.
Fermis familj följde med till Stockholm när han skulle hämta
sitt pris och efter ett besök hos Niels Bohr i Köpenhamn emigrerade de till USA. Italien hade då nyligen fastställt speciella judelagar. 
Kort efter ankomsten till New York fick Fermi en professur vid Columbia University. Han arbetade under andra världskriget inom Manhattanprojektet som utvecklade den första atombomben, något som komplicerades av att han i början var italiensk medborgare och därmed en "fiende", och han brukar ses som en av de ledande forskarna bakom detta. Inom ramen för Manhattanprojektet ledde han utvecklingen av Chicago Pile-1, som 1942 blev den första kärnreaktorn, alltså en kontrollerad kärnreaktion. Efter kriget forskade han på kosmiska partiklar med hjälp av den nybyggda cyklotronen vid University of Chicago. Fermilab, ett laboratorium för acceleratorbaserad partikelfysik väster om Chicago, är uppkallat efter honom.
År 1954 avled Fermi av cancer, som han sannolikt hade drabbats av på grund av sitt arbete.

## Utmärkelser
Asteroiden 8103 Fermi är uppkallad efter honom. Även rymdteleskopet Fermi Gamma-ray Space Telescope är uppkallat efter honom.